# Smiljan
Smiljan er en by i den bjergrige del af Lika i Kroatien.
Den ligger 6 km nordvest for Gospić og 15 km fra A1 (Kroatien); dens befolkning er 418 (2011). Opfinderen og ingeniøren Nikola Tesla voksede op i Smiljan.